# Yanks de New York
Les Bulldogs de New York (en anglais : New York Bulldogs) étaient une franchise de la NFL (National Football League) basée à New York. 
Cette franchise NFL aujourd'hui disparue fut fondée en 1949 par transfert des Yanks de Boston à New York. Les Bulldogs de New York sont rebaptisés les Yanks de New York en 1950. Cette franchise cesse ses activités à la fin de la saison 1951.